# Pecorino (cépage)
Le pecorino est un cépage blanc italien qui pousse dans les régions des Marches, des Abruzzes, de la Toscane, de l'Ombrie et du Latium en Italie. Les ampélographes pensent que le raisin est probablement originaire des Marches, où le sol destiné à cette culture augmente chaque année. Ce cépage est utilisé pour produire les vins DOCG (denominazione di origine controllata e garantita), comme l'Offida Pecorino DOCG, et les vins DOC (Denominazione di origine controllata), comme le Falerio dei Colli Ascolani, le Colli Maceratesi et le Falerio dei Colli Ascolani.
Aujourd'hui, le Pecorino est utilisé dans plus de 20 vins blancs différents.

## Historique

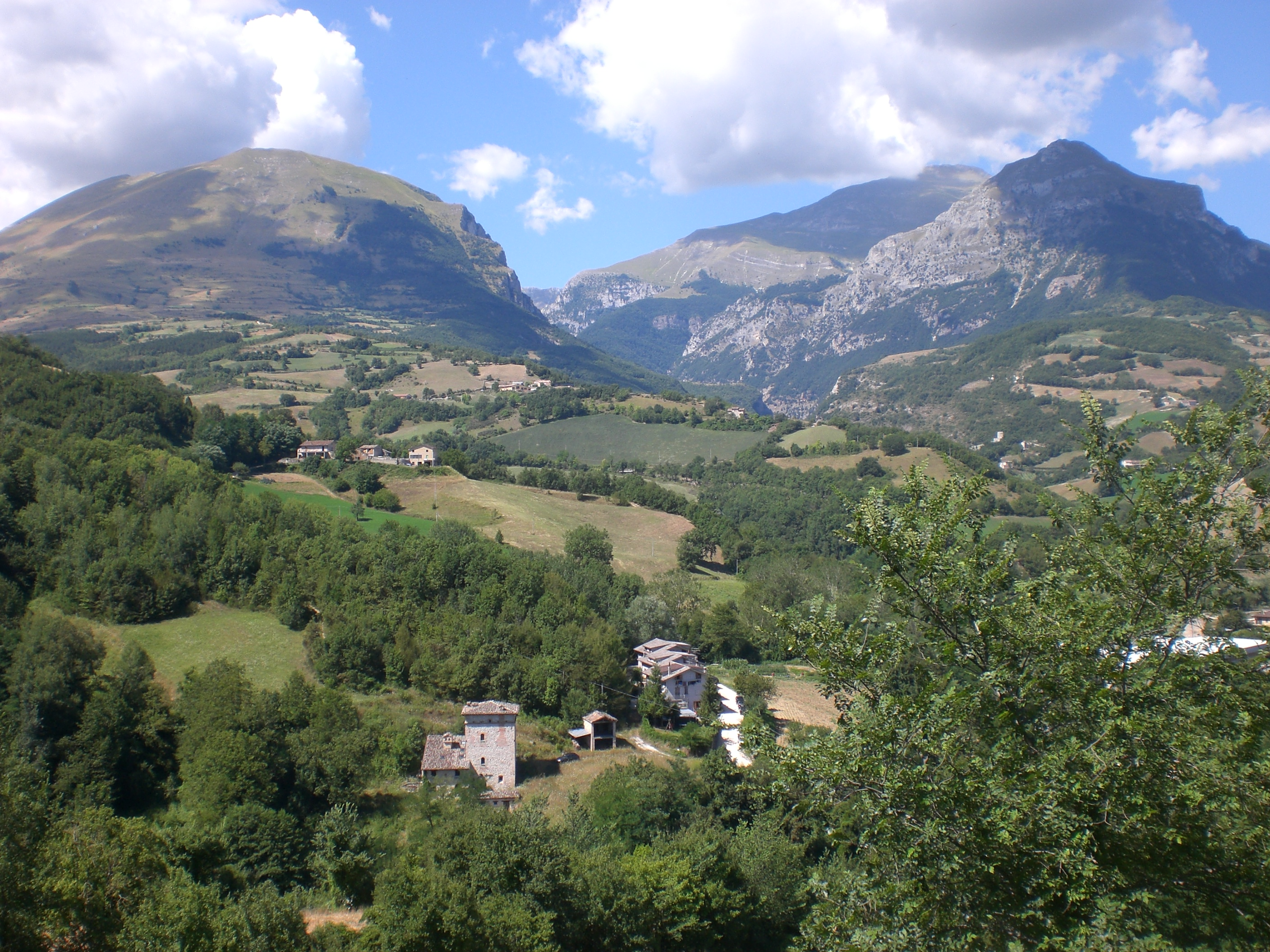
Les monts Sibyllins qui traversent la province de Fermo dans les Marches. La vigne sauvage qui a donné le pecorino serait originaire de cette chaîne de montagnes.

Le pecorino est un très ancien cépage qui, comme le croient les ampélographes, est probablement originaire de vignes sauvages poussant dans les monts Sibyllins qui a finalement été domestiqué pour la production de vin. Malgré son nom, il n'y a pas de lien direct entre le raisin pecorino et le fromage pecorino. Les ampélographes pensent que le nom du raisin dérive du mot italien pecora, qui signifie mouton, car ce raisin pousse dans les montagnes où le mouton paissait. Selon la population locale, les moutons de la région des Marches mangeaient souvent les raisins en se déplaçant dans les vignes.
Dans les temps anciens, les Romains considéraient l'Italie centrale comme très importante pour la production de vin, spécialement transformé à partir de ce raisin. Cette culture est largement documentée depuis la seconde partie du XIXe siècle.
En 1876, le ministère de l'Agriculture, de l'Industrie et du Commerce a publié une liste exhaustive des variétés de raisins poussant sur le sol italien. La liste identifiait les zones de Pesaro, Ancône, Macerata et Teramo comme les zones spécifiques où principalement le pecorino était cultivé.

## Viticulture
Le pecorino est une variété à maturation précoce qui a tendance à produire naturellement de faibles rendements même sans élagage hivernal rigoureux. La variété n'a pas beaucoup de risques viticoles avec une forte résistance au mildiou et à l'oïdium.

## Répartition géographique
En 2000, 87 hectares de pecorino étaient plantés en Italie, principalement dans la région d'Arquata del Tronto de la province d'Ascoli Piceno dans les Marches. Dans les années 1980, Guido Cocci Grifoni a été le premier producteur à utiliser largement le pecorino dans ses vins Offida DOC et a introduit la variété dans le district voisin de Ripatransone. Aujourd'hui, il est toujours une variété autorisée dans les vins DOC de la région des Marches, dans le Falerio dei Colli Ascolani, le Colli Maceratesi et l'Offida.

## Synonymes
Le pecorino est aussi connu sous les noms suivants:
- Arquitano
- Biancuccia
- Bifolchetto
- Bifolco
- Bifolvo
- Dolcipappola
- Dolcipappolo
- Forcese
- Forconese
- Iuvino
- Juvino
- Lanzesa
- Moscianello
- Mosciolo
- Mostarello
- Norcino
- Pecorella
- Pecorello
- Pecorello di Rogliano
- Pecori
- Pecorina
- Pecorina Aquitanella
- Pecorina Arquatanella
- Pecorino Bianco
- Pecorino de Arquata
- Pecorino di Arquata
- Pecorino di Osimo
- Piscianello
- Piscianino
- Promotico
- Sgranarella
- Stricarella
- Striccarella
- Trebbiano Viccio
- Uva Cani
- Uva degli Osti
- Uva Dell'occhio Piccola
- Uva Delle Donne
- Uva Delle Peccore
- Uva Pecorina
- Uvarella
- Uvina
- Vecia
- Verdicchio Bastardo Bianco
- Vissanello
- Vissanello bianco